# 奥利弗·史密西斯
奥利弗·史密西斯（英語：Oliver Smithies，1925年6月23日—2017年1月10日），英国出生的美国遗传学家，北卡罗来纳大学教堂山分校教授。因发明基因剔除技术与美国科学家马里奥·卡佩奇和英国科学家马丁·埃文斯一起获得2007年诺贝尔生理学或医学奖。